# Rue des Vieilles-Étuves-Saint-Martin
La rue des Vieilles-Étuves-Saint-Martin est une ancienne rue située dans l'ancien 7e arrondissement de Paris qui a disparu lors de la construction du Centre national d'art et de culture Georges-Pompidou.

## Origine du nom
Son nom lui vient des « estuves aux femmes », qui étaient dans cette rue, au coin de la rue Beaubourg.

## Situation
La rue des Vieilles-Étuves-Saint-Martin, d'une longueur de 110 mètres, qui était située dans l'ancien 7e arrondissement, quartier Sainte-Avoye, commençait aux 11-13, rue Beaubourg et finissait aux 64-66, rue Saint-Martin.
Les numéros de la rue étaient rouges. Le dernier numéro impair était le no 19 et le dernier numéro pair était le no 16.

## Histoire

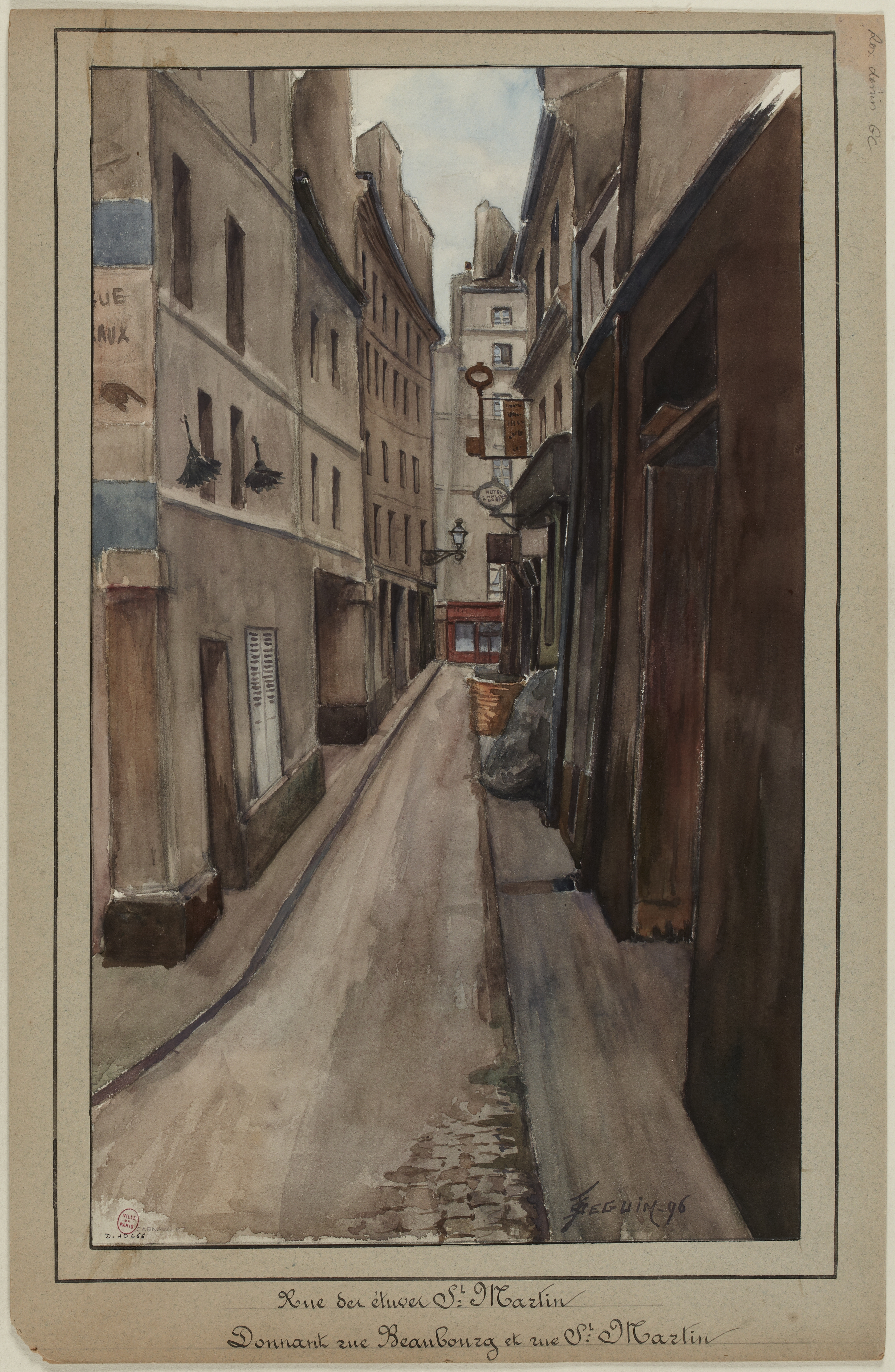
Rue des Etuves Saint Martin,donnant rue Beaubourg et rue Saint Martin, dessin de F. Séguin, 1896, musée Carnavalet.

Cette rue qui était déjà construite en 1280 était nommée « rue des Estuves » en 1300, puis vers 1350 « rue Geoffroy-des-Bains » ou « rue des Étuves ».
Elle est citée dans Le Dit des rues de Paris de Guillot de Paris sous le nom de « rue des Estuves ».
Anciennement, on criait dans les rues : « Les estuves ! » ou « Bains chauds ! ».
On voyait autrefois dans cette rue une petite maison vieille et sans apparence. Sur la porte était scellée une table de marbre noir portant cette inscription : 

« Dieu tient le cœur des rois en ses mains de clémence,
Soit chrétien, soit payen, leur pouvoir vient d'en haut,
Et nul mortel ne peut (c'est un faire le faut)
Dispenser leurs sujets du joug d'obéissance. »

D'après une tradition populaire, cette maison avait été bâtie par un architecte de Henri IV.
Elle est citée sous le nom de « rue des Vielles estuves » dans un manuscrit de 1636.
Une décision ministérielle du 15 messidor an XII (4 juillet 1804), signée Chaptal, fixe la largeur de cette voie publique à 7 mètres.